# 日本共産主義者団
日本共産主義者団（にほんきょうさんしゅぎしゃだん）は、1930年代後半に活動した日本の共産主義者グループ。日本共産党の中央委員会が壊滅したあと、共産党再建を目的に関西地方を中心に活動した。
1935年、袴田里見の検挙によって、日本共産党の中央委員会は機能を停止した。そのため、全国の残存共産党員は、党の再建のために各地で独自の活動をはじめることを余儀なくされた。
関西地方においては1936年3月和田四三四、奥村秀松、宮木喜久雄らが関西地方委員会を組織し、野坂参三が2月に日本の共産主義者へのてがみで発表した人民戦線戦術に基づく党再建運動を行った。「統一戦線樹立のために」などのパフレットを発行しながら7月には党中央再建準備委員会を組織するまでに至ったが、12月に一斉検挙により関西地方委員会は壊滅した。翌1937年1月23日、春日庄次郎は三・一五事件による刑期10年を非転向で満期出獄した。春日は早速関西地方で党の再建をはかった。春日は同志であり、妻であった安賀君子とともに、点在している党員と連絡をつけ、1937年12月5日、兵庫県尼崎市で日本共産主義者団の結成にこぎつけた。このときのメンバーは、春日・安賀のほか、竹中恒三郎、横田甚太郎、原全五、高江洲重正の6名だった。
団の活動自体は、非合法の活動を余儀なくされたが、機関紙として『嵐をついて』『民衆の声』『党生活者』等を発行し、各地に再建をよびかけた。また安賀君子は「職業婦人の発展と進歩向上」を目的としたかりがね会を組織し公然活動を行った。竹中恒三郎は京大ケルンと呼ばれる京都大学内の共産主義学生グループに連絡をつけ、共産主義者団の活動に合流させる事に成功した。しかし、活動は当局の知るところとなり、1938年8月から9月にかけて主要メンバーが検挙され、日本共産主義者団は壊滅した。